# Pandami
Pandami é um município de  quarta classe de renda municipal (d) na província Sulu, nas Filipinas. De acordo com o censo de 1 de maio  de  2020 possui uma população de 33 177 pessoas e 6 148 domicílios.